# Alcóxido

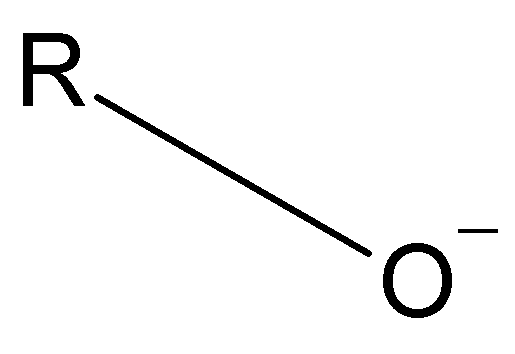
A estrutura do típico grupo alcóxido.

Um alcóxido é a base conjugada de um álcool e consequentemente consiste de um grupo orgânico a um átomo de oxigênio negativamente carregado. Eles podem ser escritos como RO–, onde R é o substituinte orgânico. Alcóxidos são bases fortes e, quando R não é volumoso, bom nucleófilo e bom ligante. Alcóxidos, embora geralmente não estáveis em solventes próticos tais como água, ocorrem largamente como intermediários em várias reações, incluindo a síntese de éter de Williamson. Alcóxidos de metais de transição são amplamente usados para revestimentos e como catalisadores.
Enolatos são alcóxidos insaturados dedivados por deprotonação de uma ligação C-H adjacente a uma cetona ou aldeído. O centro nucleofílico para alcóxidos simples é localizado no oxigênio, ao passo que o sítio nucleofílico em enolatos é deslocalizado tanto em relação aos sítios de carbono quanto oxigênio.
Fenóxidos são proximamente relacionados aos alcóxidos, exceto que o substituinte orgânico é um derivado de benzeno. Fenol é mais ácido que um álcool típico, logo fenóxidos são correspondentemente menos básicos e menos nucleofílicos. São entretanto frequentemente mais fáceis de manusear e rendem derivados que são mais cristalinos que os alcóxidos.